# ラヴ・シャック
「ラヴ・シャック」（Love Shack）は、The B-52'sが1989年に発表した楽曲。
ローリング・ストーンの選ぶオールタイム・グレイテスト・ソング500（2010年版）では246位にランクされている。

## 概要
1985年10月12日、グループはリッキー・ウィルソンをエイズで失う。トニー・マンスフィールドのプロデュースの下、制作途中だったアルバム『Bouncing Off the Satellites』を翌1986年に完成させるが、ウィルソンの死の影響で活動を休止する。ことに妹のシンディ・ウィルソンの落ち込みはひどかったと言われている。
1988年、キース・ストリックランドが書きためていた曲を他のメンバーに披露したことがきっかけで、新しいアルバムのレコーディングが始まった。B-52'sはナイル・ロジャースにプロデュースを依頼するが、ロジャースが別のプロジェクトで手が離せなかったことからドン・ウォズが呼び寄せられた。ウォズはアルバム『Cosmic Thing』の10曲のうち、「ラヴ・シャック」を含む4曲をプロデュースすることとなる。
本作品はジョージア州アセンズに実際にあったキャビンをイメージして作られている。そのキャビンでグループは「ロック・ロブスター」をはじめとする初期の作品を作り、またケイト・ピアソンは1970年代に住んでいたこともあった。なお建物は2004年に火事で焼失した。
アルバム『Cosmic Thing』は1989年6月27日に発売され、「ラヴ・シャック」は同年8月にシングルカットされた。7インチ盤のほか12インチ・シングルも発売された。
ビルボード・Hot 100で3位を記録したほか世界各国で大ヒットとなった。イギリスでは2位、カナダでは5位、オーストラリアでは1位、ニュージーランドでは1位、アイルランドでは1位を記録した。ビルボードの1989年年間チャートの47位を記録した。
ミュージック・ビデオも同時に制作された。監督はアダム・バーンスタイン。ニューヨーク州ハイランドにある、グループの友人の自宅兼スタジオで撮影は行われた。

## カバー・バージョン
- ボブ・リヴァーズ&トゥイステッド・レイディオ - 1997年のアルバム『More Twisted Christmas』に収録。クリスマスに合わせた詞に変え、タイトルも「Toy Sack」としている。
- ブライアン・ブロンバーグ - 2009年のアルバム『It Is What It Is』に収録。
- シュガーランド - 2009年のライブ・アルバム『Live on the Inside』に収録。
- レイク・ストリート・ダイヴ - 2014年10月にハロウィーンを祝してインターネットで動画配信[6]。